# Prêmio Ostrowski

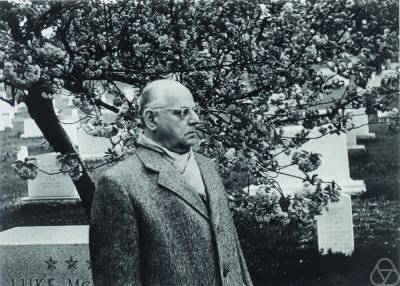
Alexander Ostrowski em 1964

O Prêmio Ostrowski é uma condecoração matemática concedida em anos ímpares por um juri internacional das universidades de Basileia, Jerusalém, Waterloo e das academias da Dinamarca e Países Baixos.
Alexander Ostrowski, durante longo tempo professor na Universidade de Basileia, deixou seus bens para uma fundação responsável a estabelecer um prêmio para trabalhos destacados em matemática pura e à fundação da matemática numérica. Atualmente o prêmio corresponde à cifra monetária de 100 mil francos suíços.

## Agraciados
- 1989: Louis de Branges de Bourcia ( França/ Estados Unidos)
- 1991: Jean Bourgain ( Bélgica)
- 1993: Miklós Laczkovich ( Hungria) e Marina Ratner ( Rússia/ Estados Unidos)
- 1995: Andrew Wiles ( Reino Unido)
- 1997: Yuri Valentinovich Nesterenko ( Rússia) e Gilles Pisier ( França)
- 1999:Alexander Beilinson ( Rússia/ Estados Unidos) e Helmut Hofer ( Suíça / Estados Unidos)
- 2001: Henryk Iwaniec ( Polónia/ Estados Unidos), Peter Sarnak ( África do Sul/ Estados Unidos) e Richard Taylor ( Reino Unido/ Estados Unidos)
- 2003: Paul Seymour ( Reino Unido)
- 2005: Ben Green ( Reino Unido) e Terence Tao ( Austrália/ Estados Unidos)
- 2007: Oded Schramm ( Israel/ Estados Unidos)
- 2009: Sorin Popa ( Roménia/ Estados Unidos)
- 2011: Ib Madsen ( Dinamarca), David Preiss ( Reino Unido) e Kannan Soundararajan ( Índia/ Estados Unidos)
- 2013: Yitang Zhang ( Estados Unidos)
- 2015: Peter Scholze ( Alemanha)
- 2017: Akshay Venkatesh
- 2019: Assaf Naor